# 伊田助男
伊田助男，日本关东军士兵，日本共产党党员，反法西斯人士。

## 背景
东北抗日联军第四军军长李延禄称，抗日战争初期，其队伍曾在东满汪清县一带活动。1933年3月下旬，日军龟冈村一率领的部队围剿时，有许多日军士兵拾到和偷读东满特委制作的反战传单。

## 事件
李延禄称，1933年3月30日，其率领“抗日救国游击军”在汪清县马家大屯与龟冈村一指挥的数千日军展开战斗。战斗间歇，游击军战士到附近战场搜集弹药，并意外在一处隐蔽的松林中，发现一辆满载步枪子弹且汽车发动机被破坏的日本军车。在附近又发现一具日本士兵的尸体，附近有一张石头压住的纸条用日语写道：
亲爱的中国游击队同志们：
我看到你分撒在山沟里的宣传品，知道你们是共产党的游击队。
你们是爱国主义者，也是国际主义者。
我很想和你们会面，同去打倒共同的敌人，但我被法西斯野兽们包围着，走投无路。我决心自杀了。我把我运来的十万发子弹赠给贵军。请你们瞄准日本法西斯军射击。祝神圣的共产主义事业早日成功！
关东军间岛日本辎重队
日本共产党员 伊田助男

一九三三年三月三十日
游击军战士为此深受感动，并将伊田助男遗体与游击军烈士一起埋葬，3天后游击军战士与当地群众在坟前为其举行了追悼会。
当时的马家大屯小学（又称马家屯小学、马村小学）为此更名伊田小学。游击区也将此事上报上级，并使其在共产国际第七次代表大会上广为传播。李延禄于1935年在莫斯科工作期间，将伊田助男事迹撰稿并被刊载于莫斯科出版的《救国时报》上。中华人民共和国成立后，多份刊物也刊登了“伊田助男”的事迹。此事还曾收入小学教材。
据李延禄的文章，此事发生后，日本特务机关对龟冈村一的旅团内部进行大搜捕，不久后该部队被调往延吉全部解散，官兵被送到各处“矫正思想”，龟冈村一被撤职。并有称龟冈村一后因伤重身亡。

## 宣传与纪念
1935年，在共产国际第七次代表大会上，中共代表王明曾公开介绍与之相似的人物事迹。
1965年，“伊田助男”的事迹被刊载于《人民日报》。
1982年12月由日本共产党中央委员会编撰的《日本共产党的六十年》出版，其中用几句话记录了“伊田助男”的事迹，1986年6月该书由人民出版社出版内部发行的中文译本。
2005年8月，东北烈士纪念馆举办的《黑土英魂———东北抗日烈士事迹展》展览的“正义没有国界”单元中加入了“伊田助男”。
2005年9月3日，中共汪清县关工委在县烈士陵园为“伊田助男”立起抗日烈士纪念碑。
2009年7月1日，在退役军人、中共党员金春燮的奔波下，汪清县人民政府在“伊田助男”牺牲地重新设立的“伊田助男牺牲地遗址”纪念碑建成并对外开放。

## 文献中的差异
部分文献中记载，游击队是在3月30日战斗结束后打扫战场时发现卡车、遗体和遗书。
部分文献将龟冈村一记作鳖刚村一。
遗书内容落款有“共产党员”“日本共产党员”两个版本

## 真实性
在横川次郎的回忆录《我走过的崎岖小路》中，他表示，中国有一些人怀疑伊田助男是否确有其人，日本研究人员也曾调查，但没有在关东军辎重队士兵名单中找到伊田助男的名字。横川次郎认为，不论是否有其人，但此类事件历史上确有发生过。
1999年《延边大学学报》一篇文章中称，延边博物馆曾组织大批人马用几个月时间普查小汪清根据地，核实了伊田助男自决地和遗书存放地，并采访多名亲历者，他们表示当年见过或听过此事。延边博物馆沈东剑二次采访李延禄时，李延禄称《过去的年代》是我的回忆录，里面的内容属事实。